# Δ13C

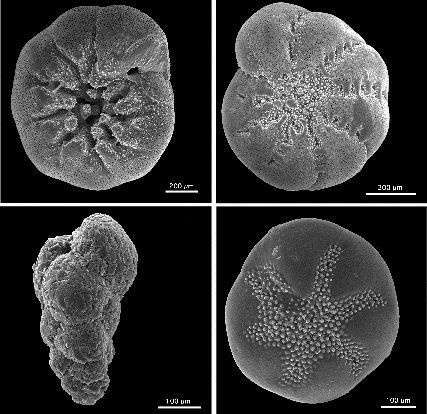
有孔虫样品

在地球化学，古气候学和古海洋学中，δ13C是一种同位素标识，将13C和12C这两种稳定碳同位素的比例标注为千分比（‰），可广泛运用于分析来自生物或非生物样品，作为揭示自然环境中各种进程的证据。

## 应用
在考古学中，δ13C可用于分析重现人类过去的饮食中是否含有某种海产或植物。
在植物生理学中，δ13C可作为检验植物光合作用模式的一种指标，以及探究植物对环境变化的响应。树木年轮或仙人掌刺中的δ13C可分别反映植株用水效率或可利用水分，从而追踪环境中限制光合作用能力的胁迫因素。另外，植物光合组织中的δ13C还可被用于分辨不同的光合作用路径，例如C3、C4和景天酸代谢通路。甚至可以通过哺乳动物的牙齿化石和沉积物样本了解中新世时主要由使用C4通路的禾本科植物组成的草原生态系统的扩张过程。